# 旧中環天星碼頭保存運動

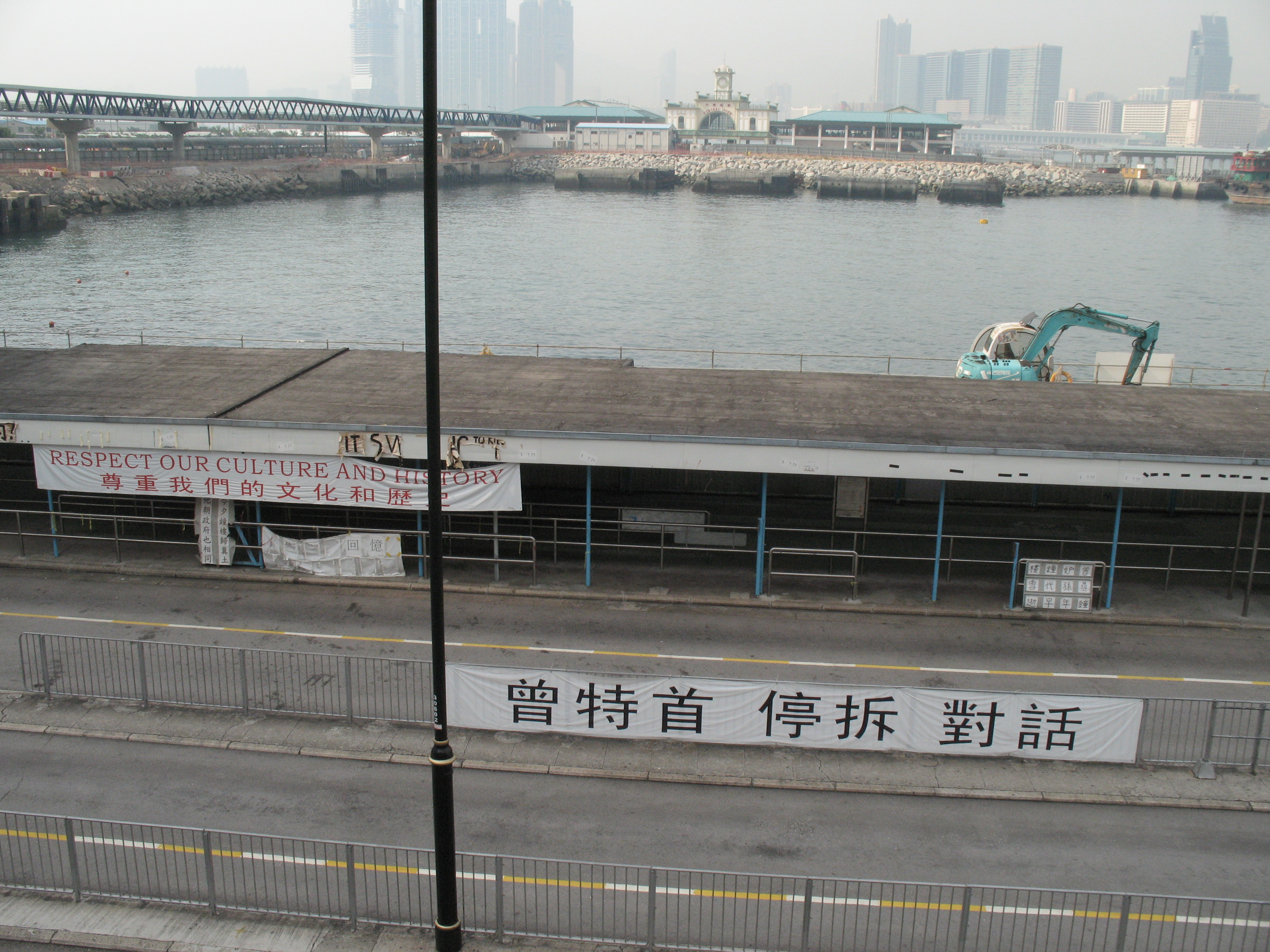
取り壊された愛丁堡広場碼頭
（2007年5月17日撮影）

旧中環天星碼頭保存運動（きゅうちゅうかんてんせいまとうほぞんうんどう、中国語: 2006年保留舊中環天星碼頭事件）とは、2006年末に香港で発生した、旧中環天星碼頭（英語: the former Central Star Ferry Pier; 第3代目、正式名称は愛丁堡広場渡輪碼頭）解体に対する反対運動および警察との衝突事件である。
この事件は、香港政府が中区埋め立て計画の第三期事業の中で、48年の歴史をもつ旧中環天星碼頭およびその時計台を取り壊し、道路および商業ビルを建設する計画を進めたことに端を発する。香港の一部民間団体や市民は、香港人の歴史文化および集合的記憶を破壊するものとしてこれを非難し、一部香港市民はインターネット上で座り込みやデモを計画し、取り壊しを阻止しようとした。やがてこの運動は警察との衝突へと発展し、デモ参加者が旧中環天星碼頭を占拠する事態も幾度となく発生した。
この事件は香港市民の文化財保護に対する意識を高め、これまで経済発展を優先し、文化財保護を軽視してきたことへの反省が広がった。

## 11月

### 座り込み

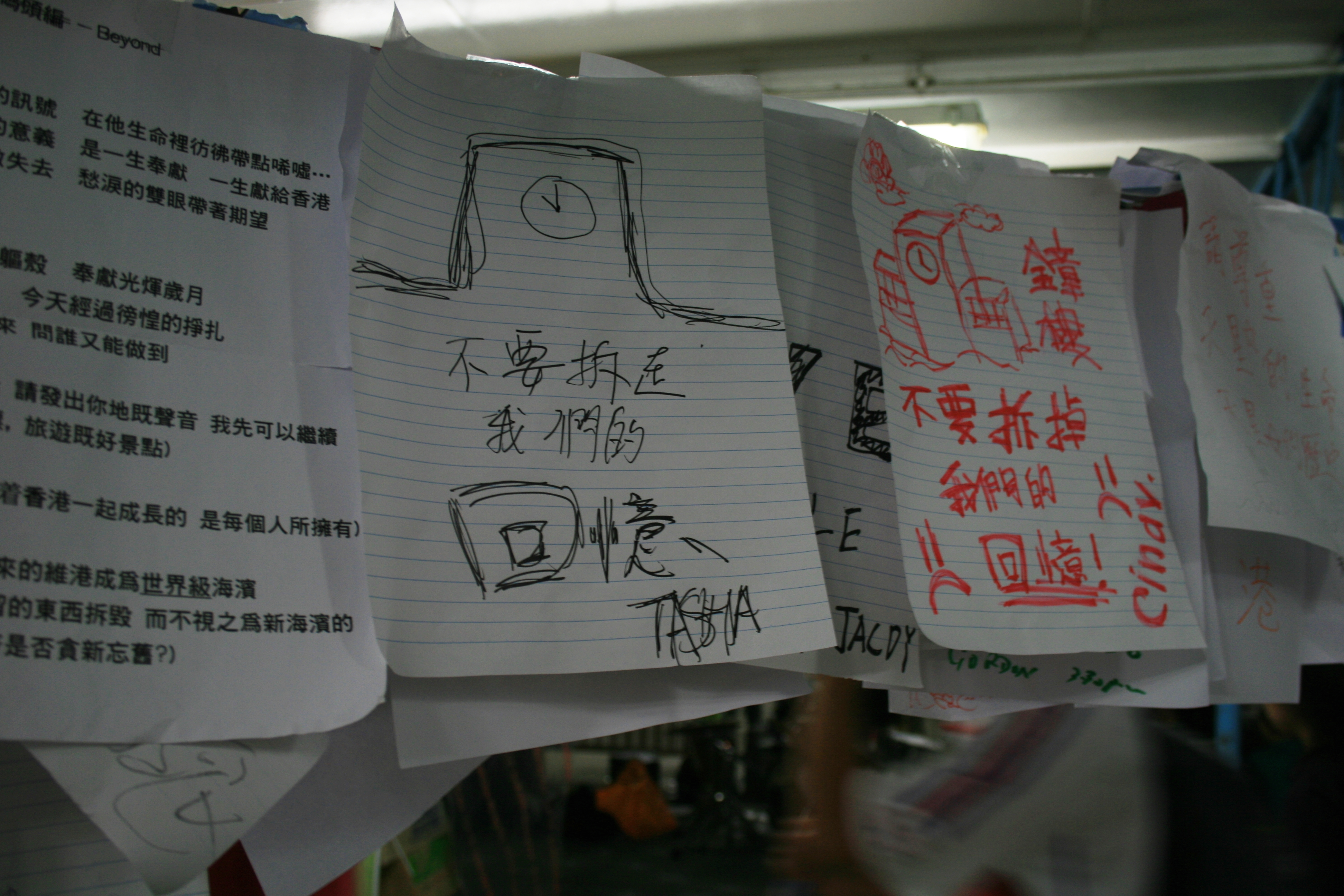
中環天星碼頭保存を要求する標語
（攝於2006年11月11日）

2006年11月11日、旧中環天星碼頭から最後のスターフェリーが出航した。11月19日には、自発的に集まった香港市民が旧中環天星碼頭で座り込みを行い、プロジェクターで「救我（助けて）」などの文字を時計台に投影した。一部の参加者は時計台に上がり、時報の鐘を鳴らした。警察が現場に到着したが、座り込みが市民に迷惑をかけていないと判断し、誰も逮捕しなかった。抗議参加者はその後も引き続き碼頭で座り込みを続けた。
11月30日午前4時、5人のデモ参加者が歩道の庇に登り、封鎖された時計台内に潜入して抗議を行った。彼らは15分ごとに時報の鐘を鳴らし、拡声器を使って大声で抗議の声を上げた。午前7時15分、工事現場の警備員が鐘の音を聞き、時計台の機械室内でデモ参加者が鐘を鳴らしているのを発見。さらに、旧中環天星碼頭の外側に「拆天星是錯的（天星碼頭の解体は間違いだ）」「停手（作業を止めろ）」「市民參與重新規劃（市民参加による再計画を）」などの大型横断幕を掲げているのを確認し、警察に通報した。警察が到着したが、デモ参加者の行動には干渉せず、最終的にデモ参加者は自ら工事現場を離れた。警察は彼らの身分証を確認した後に退去を促し、事件は約1時間で収束、逮捕者は出なかった。
この事件に参加したデモ参加者の一人は、その後香港メディアの取材に対し、香港政府は経済的利益ばかりに目を向け、文化や歴史的遺産の保護を軽視していると指摘した。また、旧天星碼頭の時計台の解体によって香港は国際的ランドマークを失うことになり、それは軽率で未熟な決定で、その損失は永久に取り返しがつかないと語った。

## 12月

### 政府の態度

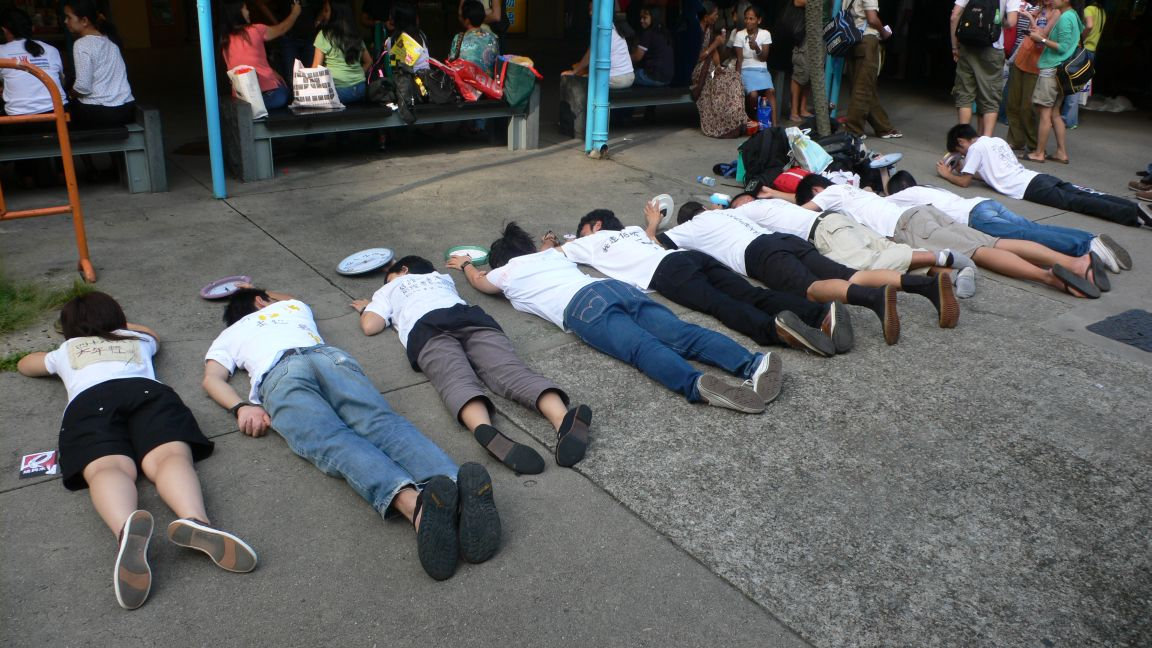
旧中環天星碼頭取り壊しに反対するデモ参加者

12月5日、複数の民間団体が政府総部前で抗議を行い、その中で長春社は旧中環天星碼頭と皇后碼頭の保存を求めた。しかし政府は、旧中環天星碼頭は建設から48年しか経過しておらず、「50年以上の歴史を持つ法定歴史古跡」という最低基準を満たしていないため、文化財として原状保存する価値はないと反論した。また、民政事務局局長の何志平は新聞上で、香港市民が「集合的記憶」という言葉を乱用していると批判し、「何かを保存したいと思えば、すぐに『集合的記憶』という言葉が使われるようだ」と指摘し、香港の土地価格は高いため、ある場所を保存するにはより説得力のある理由が必要だと主張した。
他の政府部門においては、例えば古物古蹟辦事處は、旧中環天星碼頭の歴史的価値のある物品を公開展示することのみを検討し、建物自体の保存は考慮しなかった。また、旧中環天星碼頭の写真を撮影して記録に残す方針を示した。一方、土木工程拓展署は新しい技術を活用し、旧中環天星碼頭のデータを電子的・デジタル形式で保存する計画を発表した。
香港政府が旧中環天星碼頭の保存に消極的な姿勢を示したことで、市民の不満はさらに高まった。特に、矛先は房屋及規劃地政局局長の孫明揚に向けられ、孫が中西区の開発を優先し、歴史的建築物を顧みないと批判された。一部の市民は旧中環天星碼頭で「天星千古 孫明揚敬輓（天星碼頭の千古の罪人、孫明揚に謹んで弔意を表す）」と書かれた横断幕を掲げ、孫明揚を皮肉った。また、複数の学者が、道路の軌道角度を変更すれば旧中環天星碼頭や皇后碼頭を避けることができると提案した。
12月12日、事件は大きな進展を見せた。報道機関が、古物古蹟辦事処が文物顧問に委託し、2001年に完成した報告書を発見したのである。この報告書では、中環天星碼頭の時計台がスターフェリー暴動を経験した香港交通史の証人であり、歴史的意義があると指摘されていた。また、時計台の解体・移転は市民の反対を招くため、移転する場合でも、少なくとも時計台全体を保存すべきだと述べられていた。立法会議員、民間団体、学者らは、香港政府が中環埋め立て計画第3期の環境影響評価報告においてこの調査報告書を隠蔽したことを強く批判し、市民を欺いたと非難した。また、旧中環天星碼頭の保存を求める人々は、この文物顧問報告を根拠に、香港政府による時計台解体を阻止するため、裁判所に差止請求を行う意向を表明した。

### 1回目の占拠
旧中環天星碼頭の解体の知らせを聞いた一部の香港市民は、旧碼頭の外で抗議を行い、「立即停手（すぐに止めろ）」と書かれた黒い横断幕を掲げ、作業員の立ち入りを阻止しようとした。午後3時、旧碼頭の正式な解体作業が始まり、まず時計台上の時計が取り外された。これに反発した抗議者たちは、時計台を覆っていたシートを引き裂き、工事現場に突入しようとした。その際、工事関係者と衝突が発生し、警備員や作業員が一部の抗議者を強制的に現場から排除した。また、警察の交渉人が抗議者に退去を促したが、説得には失敗した。立法会議員の張超雄と郭家麒も現場に駆けつけ、抗議者を支援し、房屋及規劃地政局局長の孫明揚に連絡を試みた。しかし、二人が何度も電話をかけたにもかかわらず、孫明揚からの返答はなかった。立法会議員の蔡素玉、陳竟明、梁国雄は、通りかかった十数名の市民とともに座り込みに参加した。午後5時頃、梁国雄を含む抗議者の一団は再び旧碼頭を占拠し、孫明揚との直接対話を要求した。警察は大勢の警官を投入し、抗議者の現場入りを阻止しようとしたが、完全には制御できなかった。最終的に、警察は人間の鎖を作り、それ以上の抗議者が工事現場に入るのを防ぐ措置を取った。この混乱の中、取材中の記者が警備員に頭部を殴られ、負傷して病院へ搬送される事件も発生した。

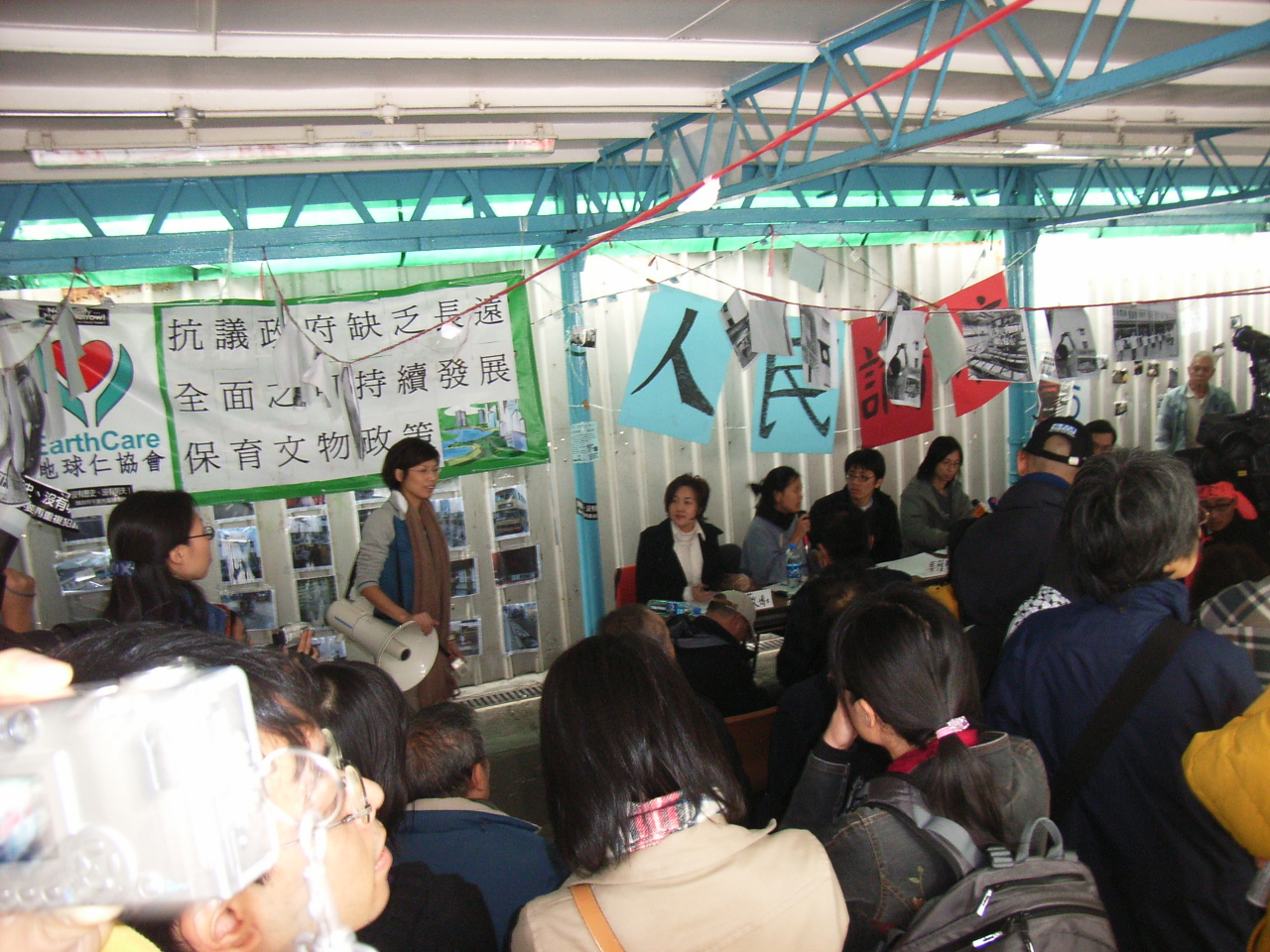
旧中環天星碼頭保存に関する検討会

香港政府はその日の夕方に声明を発表し、古物諮詢委員会のメンバーが時計台と皇后碼頭の価値のある構成要素を保存することを求め、さらに中西区の埋め立て後の新しい臨海地区に時計台と皇后碼頭を再建することを検討していることを明らかにした。また、香港政府は古物古蹟辦事処の報告を隠蔽したことはないとし、ウェブサイト上のリンクの欠落は純粋に技術的なミスであると説明した。この日、孫明揚はメディアに対して、時計台の保存について市民の意見を聞いたことを認め、原址の保存はしないと再度述べたものの、旧中環天星碼頭の建築的特徴を新しい海浜遊歩道に取り入れることを検討しているとした。
孫明揚の発言に対して、デモ隊は受け入れられないと表明した。約20人のデモ参加者が跑馬地にある孫の自宅前で請願し、時計台を保存するよう要求した。しかし、孫の家族は孫が家にいないことを示し、デモ隊がインターネット上で孫の自宅の電話番号を公開し、それによって連夜の嫌がらせが起きたことに怒りを表明した。
12月13日の午前11時、反対派の立法会議員を中心とする一群の議員たちは、孫明揚の記者会見後を待ち、孫明揚の後ろに一列に並び、彼を立法会の会議に参加するよう迫った。立法会議員の張超雄が切迫性を理由に立法会の会議で天星碼頭の解体問題を臨時議題に加えるよう提案し、立法会議長の范徐麗泰は、休会から約30分後、張の提案した議論を受け入れた。立法会議員たちは、孫に時計台解体を一時停止するよう要求し、孫明揚は午後3時に回答すると約束した。
立法会での討論が行われている最中の午後3時ごろ、警察は旧中環天星碼頭で徹夜していたデモ隊（梁国雄議員を含む）を強制的に工事現場から排除し始めた。一部のデモ参加者は激しく抵抗したが、一部は自発的に警察に従って工事現場を離れた。しかし、デモ隊は再び現場に戻り、警察車両の進行を妨げるために人間の鎖を作ったため、警察は再度デモ隊を一人ずつ排除し、警察車両が現場を離れるのを許した。デモ隊を応援する市民も増え、デモ隊とともに工事現場の囲いを叩いた。立法会議員の郭家麒、楊森、張超雄、李柱銘、陳偉業は、工事現場からのデモ隊排除が行われるとの報を受け、会議を途中退席して碼頭に駆けつけ、デモ隊を応援した。約2時間45分にわたる排除行動の間に、約60歳のデモ参加者の女性が体調を崩して病院に搬送され、別の女性デモ参加者は逮捕された。
行政長官曾蔭権は後にこの事件に対してコメントし、政府は5年間にわたり各界の意見を聴取し、立法会、区議会、古物古蹟諮詢委員会などと協議を行い、すでに天星碼頭解体に関するコンセンサスを得ていたと述べた。また、香港市民には事件に対して公平な態度を取るよう呼びかけ、法と秩序を尊重すべきだと強調した。しかし、香港の五大政党である民主党、公民党、民建聯、自由党、工聯会は異例のことながら、旧中環天星碼頭解体を一時的に停止するよう一致して政府に求めた。

### 2回目の占拠
12月14日朝7時、解体工事が再開され、警察は警戒を強化した。反対派は夜7時にキャンドル・ヴィジルを開催し、孫明揚に市民との対話を求めた。9時25分頃、デモ隊は工事現場に突入しようとしたが、50人以上の警官が人の壁を築いて阻止した。しかし、一部のデモ隊は工事現場に突入し、再び旧碼頭を占拠し、約50人の支持者が示威者に声援を送った。警察は工事現場内部と外部のデモ参加者を隔離し、工事現場外のデモ参加者の身分証番号を記録した。 一部の参加者は協力を拒否し、張超雄と郭家麒が現場に駆けつけ、警察の対応は状況を悪化させるだけだと批判した。
12月15日午前3時、警察はデモ隊の排除を行い、13名の男女を連行した。その他の参加者は警察車両の移動を阻止するため、干諾道中に出て道路上で座り込んだり、警察車両の下に横たわったが、最終的に警察車両は無事に現場を離れた。逮捕された参加者は北角警察署に拘留され、約30名が警察署前で逮捕者に声援を送った。排除の過程で、1名のデモ参加者と少なくとも3名の警官が病院に搬送された。最終的に警察はデモ参加者に対して各300香港ドルの保釈金による保釈を認めたが、デモ隊は午後7時も旧中環天星碼頭で集会を続け、政府が解体を停止するまで集会を続けると宣言した。
その後、何志平はメディアに対し、市民の声を聞き、旧中環天星碼頭時計台の一部の文化財を保存する方向で検討することを表明した。しかし他の政府官僚、例えば環境運輸及工務局常任秘書長の麦斉光などは保存には否定的な態度を示し、政府はこれらの提案を考慮するものの、時計台保存案には現実的ではないとした。

### 時計台の取り壊し

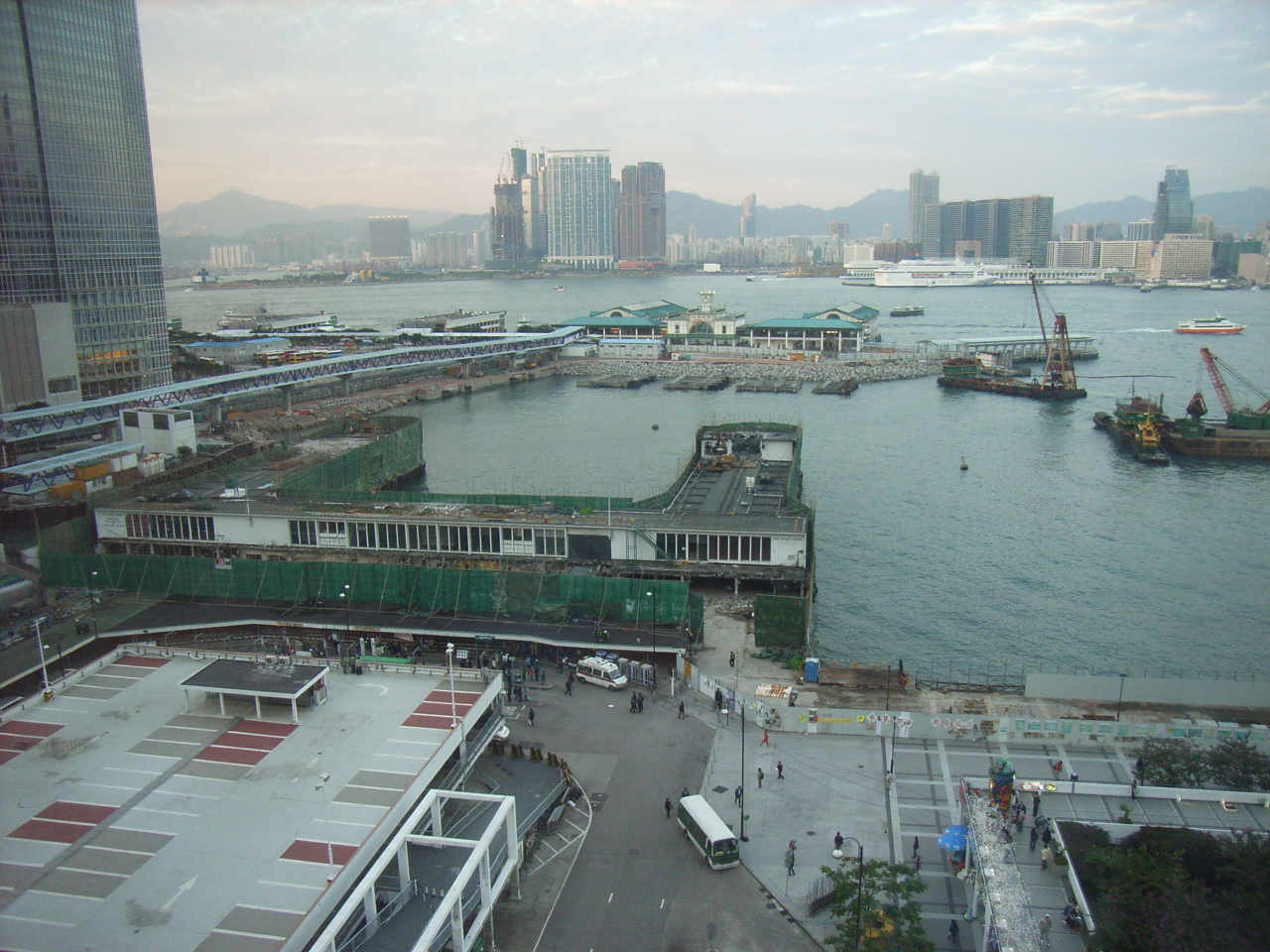
取り壊される旧中環天星碼頭および時計台。奥に見えるのは第4代目の中環天星碼頭

12月16日午前、約10人以上の旧中環天星碼頭解体に反対する市民が碼頭前で集会を開き、時計台が49歳に達することを記念して49時間のハンストを行い、解体工事の即時停止を要求した。警察は約20名の警官を派遣して警戒した。政府は、参加する社会運動家が増加していることを見て、対立の継続が政府の支持率に悪影響を与えることを懸念し、予期しない事態を避けるために時計台が49歳に達したその夜のうちに解体を許可した。この対応に対して、現場にいたデモ隊は非常に不満を抱き、工事関係者を取り囲もうとした。環境保護専門家の温石麟は、環境保護署が通常、日中の工事のみを承認しており、夜間工事を即日承認するのは極端な状況下のみであると指摘、さらに工事許可証も掲示されていないため違法であると批判した。
朝の8時頃、大部分のメディアが現場を離れた後、政府は時計台の即時解体を決定した。解体の映像は亜洲電視などのテレビ局によって撮影され、その日のうちに繰り返し放送された。映像では、工事員たちが朝早くに吊り上げアームを使って時計台上部を吊り上げ、すぐにこれを取り外して碼頭に停泊している船へと移送する様子が映し出されていたが、ハンスト中のデモ参加者たちは激しく反応することはなかった。11時頃には、鐘楼は完全に解体されていた。学術団体「持続可能な開発市民会議（中国語: 可持續發展公民議會）」主席で工学者の黎広徳は、解体行動は政治的決定であり、時計台保存は技術的には可能であったと述べ、また古物諮詢委員会委員の劉秀成も、香港の都市計画が文化財の重要性を無視していると考えているとコメントした。しかし、康楽及文化事務署は、旧中環天星碼頭は評価されておらず、法定古蹟ではないため、保存には値しなかったと回答し、香港建造商会は新聞上で政府の行動を支持する声明を発表した。
時計台の解体後、環境保護団体はこれに関連する房屋及規劃地政局、環境保護署、土木工程拓展署の責任者に連絡を取り、残骸の所在を確認するよう求めた。しかし、房屋及規劃地政局は残骸がどこに運ばれたかを明らかにせず、天星碼頭時計台の残骸は一般的な解体建築廃棄物として処理されると述べ、残骸はおそらく最終処分場に運ばれた可能性が示唆された。12月18日、約200名の解体反対者が中環の香港礼賓府に向けて行進し、曾蔭権行政長官との面会を求めた。しかし、デモ隊が下亜厘畢道に到達すると、警察は20名未満のデモ参加者のみを礼賓府に入れることを許可した。参加者は不満を募らせ、再び警察と押し合いながら封鎖線を突破しようと試み、上亜厘畢道に座り込んだ。警察は3回警告を発したが効果がなく、夜の10時には排除が行われ、鉄柵を設置してデモ参加者を一人一人路肩に移動させ、路面を再開通させた。参加者の一人が負傷し病院に運ばれたが、夜11時30分まで現場で座り込みを続ける者が10名以上いた。
同時に、立法会の規劃地政及工程事務委員会は、旧中環天星碼頭の問題について討論するために会議を開いた。会議の中で、複数の立法会議員が時計台の残骸の行方について質問し、最低でも構造物の一部を今後の展示や収蔵用に保存すべきだと考えた。しかし、政府はその考えが実現不可能であり、残骸はすでに砕かれているため、再建について幻想を抱かないようにと言った。さらに、香港の時計台保護団体「思網絡」は、ロンドンのビッグ・ベンの製造元「Thwaites and Reed」に連絡し、中環天星碼頭の時計台の機械時計部品を調べてもらった。これは両者の時計台は同じ製作者によるものであったためであり、その専門家も立法会の会議に出席し、修理案と専門的な意見を提供することになった。
イギリスの機械時計の専門家は時計台の機械部品を検査した後、この機種はもう生産されていないが、一部の部品は失われているものの99.9％の部品は良好な状態であり、失われた部品は再生可能で、再組立てして再建された時計台に取り付け、運用を続けることができると述べた。時計装置、時報システム、ギアを含む大部分の部品は良好に保存されており、さらに200〜300年の運用が可能だという。
事件後、市民の焦点は旧中環天星碼頭と同じ建築群に属する皇后碼頭に集まった。複数の団体は12月24日のクリスマス・イブの夜8時に愛丁堡広場で「盼望天星的聖誕（天星を待つクリスマス）」キャンドル集会を開催し、政府に愛丁堡広場碼頭の修復を求め、さらに解体される予定の皇后碼頭の保存を求めた。この集会には約200人が参加した。

## 影響

### 文化財保護政策
この事件は香港人の文化財保護意識を高め、これまで経済発展を優先し文化財保護を軽視してきたことについて反省を促すきっかけとなった。多くの人々は、本土文化と集合的記憶を破壊し続けた方法を見直すべきだと認識した。立法会議員やデモ参加者は、デモが遅すぎたとの意見に同意しつつも、「有做好過無到（やらないよりはやった方が良い）」という考えを示した。政党や市民団体は、政府が解体を実行する前に皇后碼頭、域多利監獄F倉、油麻地警署、湾仔街市などの歴史的価値のある建物を保護することを目指し、政府が解体に向けた既成事実を作るのを防ごうとした。政府が油麻地警署の保存を約束しないことに反発し、立法会は中九龍幹線の前期調査費用を否決し、中九龍幹線の建設計画は無期限で延期された。
また、民政事務局は文化財保護の政策を見直し、「集合的記憶」や「社会的価値」を文物評価の基準に加えることを検討し、これらの要素を持つ1500件の歴史的建造物を再評価することにした。
鐘樓保存の流れは尖沙咀鐘楼にも広がり、九広鉄路は1950年に時報が不正確だったために解体され、その後九広鉄路公司大楼に保管されていた大鐘を尖沙咀鐘楼に再設置することを検討した。2010年9月、香港地鉄と九広鉄路の合併後、港鉄はその銅鐘を時計塔に戻した。
この事件以降、「集合的記憶」をキーワードとして香港市民は香港の文化遺産やローカルヒストリーに関心を持つようになり、これは「香港とは何か」という香港アイデンティティの探求にもつながり、同時に都市再開発の民主的手続きの重要性も認識されるようになった。

### 約束不履行による政府の信用毀損
2007年、当時発展局局長であった林鄭月娥は保護活動家との公開対話の中で、政府が皇后碼頭と旧天星碼頭時計台を再建すると約束し、保護活動家やデモ参加者を説得して立ち退かせたことで、解体作業を進めることができた。しかし、2019年1月に中環湾仔繞道が開通した時点で、政府は未だに再建の約束を果たしていなかった。林鄭は2017年に特首に就任すると、2019年6月には逃犯条例改正案を強硬に推進し、反送中運動を引き起こした。この際林鄭は譲歩を拒絶したものの、デモ隊との対話を提案した。しかし、林鄭はこれまでに何度も市民に対する約束を履行していないことが指摘され、そこには皇后碼頭と元天星碼頭時計台の再建計画も含まれていた。この計画は未だに進行しておらず、碼頭の部品は十数年後も大嶼山・狗虱湾の爆発物倉庫に保管されている。社会運動家は、林鄭政権はこうした対話を社会運動解体のための広報手段として利用していると考え、政府が対話を装いながら警察による暴力を強めていることを批判し、市民には再び騙されないよう警告した。

## 創作

### 歌曲
2007年の春夏の交わる時期に、香港特別行政区成立10周年記念のテーマソング『始終有你』を改編したパロディソング『福佳始終有你』が登場した。この歌は天星碼頭解体事件を背景に、六七暴動の首謀者である楊光の受勲を皮肉る内容となっている。

### 音楽
香港の著名作曲家である羅永暉は、香港中楽団の依頼を受けて、解体された旧中環天星碼頭および皇后碼頭のために中楽曲「星河潑墨」を創作した。この作品は2008年5月10日に香港中楽団のコンサートで初演され、羅が企画した無極弾撥楽団と共に演奏され、芸術総監督の閰恵昌が指揮を担当した。

### パフォーマンス
2006年の秋、香港で中環天星碼頭時計台の外観を模倣した全身衣装が登場し、通称「人肉鐘楼」と呼ばれた。
2007年の夏、香港で中環天星碼頭とその保存運動を基にした擬人化キャラクターのコスプレや、皇后碼頭とその保存運動を基にした擬人化キャラクターのコスプレが登場し、これらは総称して「碼頭精霊」と呼ばれた。

### 文房具
民間では中環天星碼頭（特に時計台部分）を引用した二次創作も多数登場した。例えば、あるメーカーは中華牌鉛筆のパッケージを模した箸を発売し、パッケージの龍柱部分を時計台に変更した「中環牌筷子」を販売した。さらに、2007年の香港年宵花市では、中環天星碼頭時計台の外観を模した空気式の置物が販売されていた。